# Eckard Michels
Eckard Michels (* 2. August 1962 in Delmenhorst) ist ein deutscher Neuzeithistoriker. Er lehrt am Birkbeck College der University of London.

## Leben
Eckard Michels ist ein Bruder des 2017 verstorbenen Rockmusikers Wolfgang Michels. Michels machte 1981 das Abitur am Willms-Gymnasium in Delmenhorst. Er leistete Wehrdienst und studierte von 1983 bis 1989 Geschichte, Politikwissenschaft, Öffentliches Recht und Romanistik an der Universität Hamburg. Nach dem Magisterabschluss war er von 1989 bis 1993 wissenschaftlicher Mitarbeiter an der Helmut-Schmidt-Universität in Hamburg und wurde 1993 bei Klaus-Jürgen Müller mit der Dissertation Das Deutsche Institut in Paris 1940–1944. Ein Beitrag zu den deutsch-französischen Kulturbeziehungen und zur auswärtigen Kulturpolitik des Dritten Reiches zum Dr. phil. promoviert. Von 1993 bis 1995 absolvierte er ein Museumsvolontariat am Bonner Haus der Geschichte der Bundesrepublik Deutschland. 1995/96 war er DAAD-Forschungsstipendiat am Maison des Sciences de l’Homme in Paris. 1996/97 arbeitete er als Wahlbeobachter für die OSZE-Mission in Bosnien-Hercegovina.
Seit 1997 lehrt er, anfangs als DAAD-Fachlektor, seit 2009 als Reader in German History am Department of Cultures and Languages des Birkbeck College in London. 2007 habilitierte er sich an der Helmut-Schmidt-Universität mit einer Biographie des Kolonialoffiziers Paul von Lettow-Vorbeck. Die Arbeit erhielt 2008 den Werner-Hahlweg-Preis für Militärgeschichte.
2010 wurde sein VfZ-Artikel über die Spanische Grippe in Deutschland am Ende des Ersten Weltkriegs ausgezeichnet.

## Schriften (Auswahl)
- Das Deutsche Institut in Paris 1940–1944. Ein Beitrag zu den deutsch-französischen Kulturbeziehungen und zur auswärtigen Kulturpolitik des Dritten Reiches (= Studien zur modernen Geschichte, Band 46). Steiner, Stuttgart 1993, ISBN 3-515-06381-1.
- Deutsche in der Fremdenlegion 1870–1965. Mythen und Realitäten (= Krieg in der Geschichte, Band 2). Schöningh, Paderborn 1999, ISBN 3-506-74471-2, 5. Ausgabe, 2006.
- Von der Deutschen Akademie zum Goethe-Institut. Sprach- und auswärtige Kulturpolitik. 1923–1960 (= Studien zur Zeitgeschichte, Band 70). Oldenbourg, München 2005, ISBN 3-486-57807-3 (Volltext digital verfügbar).
- „Der Held von Deutsch-Ostafrika“. Paul von Lettow-Vorbeck. Ein preußischer Kolonialoffizier. Schöningh, Paderborn 2008, ISBN 978-3-506-76370-9.
- Guillaume, der Spion. Eine deutsch-deutsche Karriere. Links, Berlin 2013, ISBN 978-3-86153-708-3.
- Schahbesuch 1967. Fanal für die Studentenbewegung. Links, Berlin 2017, ISBN 978-3-86153-943-8.
- Fremdenlegion. Geschichte und Gegenwart einer einzigartigen militärischen Organisation. Herder, Freiburg 2020, ISBN 978-3-451-38533-9.
- Die Spanische Grippe 1918/19, Landeszentrale für politische Bildung Thüringen, Erfurt 2021, ISBN 978-3-948643-23-2.